# Dalihan Natolu (Arse)
Dalihan Natolu is een bestuurslaag in het regentschap Tapanuli Selatan van de provincie Noord-Sumatra, Indonesië. Dalihan Natolu telt 276 inwoners (volkstelling 2010).